# Tbilisis TV-torn

Tbilisis TV-torn (georgiska: თბილისის ტელეანძა; Tbilisis Teleanma) är ett fristående torn använt för kommunikationsändamål. Tornet ligger på toppen av Mtatsmindaberget i Georgiens huvudstad Tbilisi, och byggdes 1972. Tornet opereras av "Georgiens telecenter", som grundades 1955. Tornets kommunikationssystem består av rundradio, MMDS och kommersiell TV. Tornet är 274.5 meter högt på toppen av Mtatsminda med en total höjd på 719.2 m ö.h. Vid foten av tornet ligger en temapark, "Mtatsminda Park", som återöppnades 2009.

## Konstruktion
Tornet är en stålkonstruktion, som liknar ett stativ med tre grundpelare. Ungefär halvvägs upp till toppen av tornet finns flera våningar där tornets tekniska centrum ligger. 2005 installerades flerfärgade lysdioder på tornet, vilket gör att tornet är synligt även på natten. 